# مرس بزرگ
مرس بزرگ، روستایی است از توابع بخش هزارجریب شهرستان نکا در استان مازندران ایران.

## جمعیت
این روستا در دهستان استخرپشت قرار دارد و براساس سرشماری مرکز آمار ایران در سال ۱۳۸۵، جمعیت آن ۱۳۰ نفر (۳۶خانوار) بوده‌است. مردم مرس بزرگ از قومیت طبری هستند. مردم مرس بزرگ به زبان طبری (مازندرانی) سخن میگویند.